# 西洋平
西 洋平（にし　ようへい、ニックネーム:よんす、1980年5月21日 - ）は、熊本県宇土市出身の ミュージシャン 作詞家・作曲家、ギタープレイヤー、ベーシスト。福岡のハッピーロックバンド「Black1Neck」・ポップスバンド「Balconny」に在籍。
その他2014年7月にFLY HIGH RECORDSより「LuckyTravelers」をリリース、同年9月より「茶のくに八女市親善大使」に任命される。2015年5月に、ユニバーサルミュージックより発売された鉄道コンピレーションアルバム「恋する鉄道」』（2015年5月27日、USM JAPAN 発売元ユニバーサルミュージック）
にBalconnyの代表曲のひとつ「ナナクマライン」が入り、「玉城ちはる」の楽曲「狐ヶ崎の改札で」では共作として作曲・編曲を手掛けた。9月に発売された玉城ちはる著「餃子女子」]（発行 ラトルズ）に福岡代表としてBalconnyが掲載される。

## 人物
1980年熊本県生まれ。熊本県立宇土高等学校へ入学後、1年生の頃から独学でギターを始め、バンド活動も行う。宇土高校を卒業後は福岡コミュニケーションアート専門学校（現福岡スクールオブミュージック専門学校）に入学し、福岡にて音楽の仕事やバンド活動などを開始。2004年にベースに転向し、ハッピーロックバンドBlack1Neck（ブラックワンネック）にヨンスの名で参加。同バンドは2008年に福岡№1バンドを決めるオーディション『FBM2008』にて初代グランプリを獲得し、翌年2009年7月に全国発売CD『いろはにほへと』をリリース。全国的な活動を開始するが、同年末をもってボーカルが脱退しバンドは無期限の活動休止状態へ。
2010年に新たに女性ボーカルを迎え、バンド名をBalconny（バルコニー）として活動を再開し、ベースとボーカルを担当。幾度かのメンバー交代を経て2014年7月にフライハイレコードより『lucky　travelers』をリリース、同年9月より『茶のくに八女市親善大使』に任命され、さらに活動の幅を広げる。同年9月、玉城ちはるのアルバム『天泣につつまれて』内の「指を鳴らそう」の作曲を担当する。
2015年3月よりBalconnyは新体制となり再スタートを切る。（Vo.さちえ・Dr.ためぞう・Gt.チャーリー・Ba.よんす）
5月にはユニバーサルレコードより発売された鉄道コンピレーションアルバム『恋する鉄道』に参加し、その中で玉城ちはると『狐ヶ崎の改札で』を再び共作し、作曲と編曲を担当する。
2018年から、「FMやめ」にてラジオ音楽番組『バルコニーのグッドラックトーク！』を開始し、現在も番組は続いている。
ギター・ベース・ボーカルもこなし、作詞・作曲家としても活動。ジャンルにとらわれないスタイルの音楽家である。

## Balconny作品
- 自主制作盤『Balconny』（2010年発売）

- 『Lucky Travelers』（2014年7月25日、発売元：FRY HIGH RECORDS ）
  1. 空とループ （作詞・作曲：西洋平）
  2. 東京ノスタルジア （作詞・作曲：西洋平）
  3. 僕らのミュージック （作詞・作曲：西洋平）
  4. ジャンク （作詞：近藤恵美子、作曲：藤木雅之）
  5. フェイスオフ （作詞・作曲：西洋平）
  6. ナナクマライン （作詞・作曲：西洋平）
  7. スマイル （作詞・作曲：斉藤勝海）

### サポートアーティスト
- SHiNTA 　キーボード （福岡アイドルLinQの楽曲を多数手掛けている）
- たばちゃん　キーボード （黒木渚サポート）
- ヨネマ　ギター
- UZ　ベース （チャーリービーンズ）
- 早田宗弘　キーボード

## コンピレーションアルバムへの参加
- 『恋する鉄道』（2015年5月27日、USM JAPAN 発売元ユニバーサルミュージック）
4 ナナクマライン （作詞・作曲：西洋平、編曲：Balconny）
5 狐ヶ崎の改札で （作詞：玉城ちはる、作曲・編曲：西洋平）

## 提供曲
- 2014年9月10日　玉城ちはる　2ndアルバム 玉城ちはる×さらさ 『天泣に包まれて』
「指を鳴らそう」　作詞：玉城ちはる　作曲：西洋平　編曲：Balconny

## その他
- 2014年9月 - 茶のくに八女市親善大使に任命される
- 2015年9月 - 玉城ちはる著「餃子女子」]（発行 ラトルズ）内にBalconnyとして参加
- 2018年 - FMやめ　にてラジオ番組「バルコニーのグッドラックトーク！」を開始

### Black1Neck時代
- 2008年 - 「FBM2008」初代グランプリ獲得

### Black1Neck作品
- 2009年7月 - 全国流通ミニアルバム「いろはにほへと」発売元ウィザードミュージック